# Общество Путиловских заводов
Общество Путиловских Заводов — акционерное общество, объединявшее шесть металлургических предприятий Российской Империи. Занималось судостроением, производством продукции для железнодорожной отрасли, машиностроением. Существовало с 1873 по 1917 годы.

## История
В 1789 году на острове Котлин около Кронштадта был основан чугунолитейный завод для производства снарядов.
В 1801 году завод был переведен в Санкт-Петербург. Он выполнял армейские заказы на производство пушечных ядер.
С 1803 года началось выполнение частных заказов.
С 1812 года на заводе появилось машиностроительное отделение. Изготавливались паровые машины, а также предметы художественного литья.
В 1824 году случилось наводнение, и практически все предприятие было уничтожено. Завод был сильно перестроен и модернизирован, было начато производство котельного оборудования.
В 1834—1839 годы заводом владело Общество русских горных заводов.
В 1844 году на заводе началось производство рельс.
В 1847 году завод вернули государству, а в 1851 году он был сдан в аренду. У предприятия были долги на сумму более чем 200 тысяч рублей.
В 1866 году было создано Санкт-Петербургское товарищество железоделательного завода «Перун», целью которого была модернизация производства и ликвидация всех долгов.
В России начался бум железнодорожного строительства. Большая часть рельс поставлялась из Англии, Бельгии и Германии.
Российский предприниматель Николай Иванович Путилов 15 июня 1867 года заключил договор с Министерством Путей Сообщения на поставку рельс.
В 1868 году обанкротившийся Санкт-Петербургский литейный завод выкупил Путилов, понимавший перспективы железнодорожной отрасли. В рамках правительственного заказа, в течение 7 лет он должен был возвести предприятие, которое обеспечивало бы поставки рельс по цене 1,45 рублей за пуд в объёме от 300 до 400 тысяч пудов в год. Зимой 1867 года случились сильные морозы, и английские рельсы Николаевской железной дороги полопались. Запасы рельс иссякали. 2 января 1868 года Путилов получил заказ на изготовление рельс в объёме 5000 пудов в день. И уже через 18 дней завод начал отгрузку. Цены на рельсы были значительно ниже зарубежных — 1 рубль 88 копеек.
Путилов предложил усовершенствовать конструкцию рельсов, оснастив их стальной головкой. Это дало конкурентное преимущество перед иностранными поставщиками. Довольно быстро завод стал основным поставщиком железнодорожных рельсов в Российской Империи.
В 1873 году предприятие было оформлено как Акционерное Общество Путиловских заводов.
В 1874 году началось изготовление грузовых вагонов, с 1888 — пассажирских.
В 1893 году на заводах Общества начали производитель паровозы.
В 1910 году член правления Общества Путиловских заводов фон Дреер из-за плачевного финансового положения организации был вынужден обратиться к за помощью Алексею Ивановичу Путилову, главе отдела финансирования новых предприятий Русско-Азиатского Банка. Банк выделил средства на модернизацию предприятий общества, исходя из поступающих военных заказов. Сам А. И. Путилов, однофамилец первого владельца Общества, был введен в Правление.
В 1912 году была заложена Путиловская верфь — кораблестроительное предприятие, отколовшееся от Путиловского завода. Причиной создания новой верфи было получение Обществом заказа на производство 2 крейсеров и 8 эсминцев. Для этого с 1910 году Общество Путиловских Заводов скупало земли на Финском заливе. По замыслу создателей, Путиловский завод обеспечивал верфь электроэнергией, сырьем, поставлял комплектующие.

## Секвестр Общества
С началом Первой мировой войны Общество Путиловских заводов получило большие заказы на производство оружия, боеприпасов и комплектующих к ним. С 1915 года поставки начали задерживать. Была проведена проверка, которая выявила, что при основном капитале в 25 миллионов рублей Путиловский завод набрал заказов на 40 миллионов рублей. По документам было нельзя понять, куда исчезли крупные суммы. Особое совещание попыталось произвести секвестр Общества Путиловских заводов, но в ходе голосования предприятие осталось самостоятельным. Основным инициатором секвестирования предприятия был военный министр Поливанов. На Путиловском заводе во время одного из приездов рабочей группы состоялась забастовка, которая привлекла повышенное внимание к Обществу и привлекла на сторону Поливанова часть депутатов Государственной Думы.
Группа политических деятелей, куда входили П. Н. Милюков, А. И. Гучков, М. В. Родзянко, А. И. Коновалов, и Н. В. Савич, продвигала идею о том, что забастовка носит мирный характер. Государственный Совет и Государственная Дума настояли в введении инспекторов в состав правления Общества. Секвестирование привело к тому, что Русско-Азиатский банк потерял контроль над Обществом. К моменту назначения правительственного правления на счету Общества было всего 137 рублей, бывшее руководство вывело все средства. По счетам разных организаций требовалось заплатить 4 миллиона рублей, на заработную плату рабочих требовалось 2,5 миллиона. Для правления в Государственном банке был открыт счет на 10 миллионов рублей. Секвестирование такого предприятия вызвало широкий общественный резонанс.

## Ассортимент
К 1905 году только Путиловский завод выпускал паровозы, вагоны, снегоочистители, рельсы и крепления к ним, комплектующие к паровозам, железо, рессорную сталь, компрессоры, трубы, сигнализацию, оборудование для водоснабжения, металлические конструкции, мосты, стропила, паровые котлы и машины, подъемные краны, маслобойные машины, артиллерийские орудия и их комплектующие, экскаваторы, напильники и другие инструменты. Отдельным направлением шло судостроение.

## Предприятия, входившие в Общество
На 1899 году в составе Общества был рельсовый и механический завод (Санкт-Петербургский), вагоностроительный (Петергофское шоссе), вагоностроительный завод в Финляндии в Санкт-Михельской губернии, и «Екатерининский» на киршпиле Йоройс.

## Ценные бумаги
Изначально было выпущено 40 тысяч акций номиналом 125 рублей каждая. Уставной капитал составил 5 миллионов рублей. Акции были именные и на предъявителя. Акции вырывались из специальной книги, обозначались номерами по порядку. На каждой бумаге ставились подписи трех членов правления, бухгалтера и кассира. К каждой акции прилагался купонный лист для получения дивидендов в течение 10 лет. На каждом купоне отмечался номер акции, к которой он относится и год получения дивидендов. Через 10 лет акционеру выдавался новый купонный лист.
При последующих выпусках акций приоритетом покупки новых бумаг были владельцы первого выпуска бумаг, прямо пропорционально количеству имеющихся у них акций.
В 1895 году была проведена дополнительная эмиссия для увеличения уставного капитала Общества на 3 миллиона рублей. В 1895 году старые акции (номиналом 125 рублей) заменялись новыми номиналом 100 рублей. Выпускалось 60000 акций. Две акции старого образца заменялись на три акции нового образца, при этом владелец старых акций должен был внести в казну Общества 9 рублей 70 копеек. Одна акция старого образца менялась на одну акцию нового образца с выплатой владельцу из казны Общества 45 рублей 15 копеек.
Основной капитал Общества (на 1895 год) составлял 9 миллионов рублей, разделенных на 90 тысяч акций по 100 рублей каждая.
Для обеспечения оборотного капитала было выпущено облигаций на 3 миллиона рублей металлических, номиналом не менее 125 рублей металлических. Облигации выпускались в российских рублях, фунтах стерлингов, французских франках, голландских гульденах или прусских талерах. 125 рублей металлических равнялось 120 фунтам, 500 франкам, 236 гульденам, 135 прусским талерам.
В 1892 году состоялся выпуск облигаций на сумму 4 миллиона рублей, при этом все облигации 1 выпуска гасились с помощью дополнительного тиража.
В 1894 году состоялся второй выпуск облигаций на сумму 2,5 миллиона рублей. При этом облигации первого выпуска гасились, и по ним выплачивались только проценты.
В 1898 году были выпущены облигации на сумму 8,5 миллиона рублей. При этом все облигации предыдущих выпусков досрочно гасились. При утрате облигаций выплаты по ним не совершались, и заявления о восстановлении облигаций не принимались.
Акции и облигации могли стать предметом залога при казенных подрядах и поставках. Цена определялась Министерством финансов, исходя из биржевых котировок бумаг.
К 1913 году основной капитал Общества составлял 25,4 миллиона рублей (25000 акций номиналом 100 рублей каждая).
В 1914 году основной капитал был увеличен до 40 миллионов рублей. Было выпущено дополнительно 150 тысяч акций номиналом 100 рублей.
В 1914 году была произведена дополнительная эмиссия облигаций, чтобы общий объем займа Общества не превышал 12937500 рублей, разделенные на 69000 облигаций.
После утверждения отчета доход распределялся следующим образом: из суммы, оставшейся после оплаты процентов и погашения по облигациям, отчисляется 5 % в запасной капитал. 5 % выделяется на погашение первоначальной стоимости каменных строений, 10 % — на погашение иного имущества Общества. Из оставшейся суммы 5 % выделялось на дивиденды акционерам. Из оставшейся суммы 15 % выделялось членам правления, 10 % — в распоряжение Правления для вознаграждений служащих и формирования капитала для помощи нуждающимся работникам. Остаток присоединялся в выплатам по дивидендам.

## Правление Общества
Правление состояло из 5 директоров, каждый из которых выбирался из числа акционеров Общим собранием акционеров. Срок полномочий составлял 5 лет. Кандидат на должность директора правления должен был владеть не менее чем 100 акциями Общества. Акции директоров на время полномочий их владельца хранились в кассе Общества и не могли быть никому переданы или проданы до утверждения баланса и отчета за последний год .
Параллельно с директорами правления избирались кандидаты, которые должны были исполнять их функции в случае отъезда или болезни директора на длительный срок. Если директор умирал, то кандидат, занимающий его место, оставался в Правлении до окончания полномочий директора.
Каждый год сначала по жребию, а потом по старшинству из правления выбывали один директор и один кандидат. На их место выбирались новые директор и кандидат. В 1914 году было принято изменение, согласно которому в Правление Общества входили 11 директоров. Срок полномочий оставался прежним.
В 1914 году было принято постановление, согласно которому минимум две трети директоров правления должны быть гражданами Российской Империи. Четыре кандидата должны были быть русскими подданными. В составе правления, помимо российских граждан, могли быть только подданные Франции. В составе директоров и кандидатов не могло быть лиц иудейского вероисповедания.

## Собрание акционеров
Общее собрание акционеров проводилось каждый год в апреле. Во время собрания утверждались сметы. Общества, отчет за финансовый год,  а также планы на будущий год. Помимо этого, на собраниях акционеров решались вопросы, на которые у правления Общества не было полномочий.
Чрезвычайное собрание акционеров могло быть созвано по инициативе правления или группы акционеров, в совокупности владеющих не менее 1/20 части капитала Общества.
Каждый акционер имел право участвовать в собрании акционеров, но правом голоса обладали владельцы не менее чем 50 акций.  Если акционер владел более чем 100 акциями, ему предоставлялось два голоса. При этом один акционер не мог обладать более чем 10 голосами.
Для того, чтобы решать вопросы об увеличении или уменьшении основного капитала, о выпуске облигаций или изменение устава, на собрании должны были присутствовать собственники акций, представляющих не менее 50% капитала Общества.